# IC 849
IC 849 ist eine Spiralgalaxie vom Hubble-Typ Sc im Sternbild Jungfrau am Nordsternhimmel. Sie ist schätzungsweise 239 Millionen Lichtjahre von der Milchstraße entfernt und hat einen Durchmesser von etwa 115.000 Lichtjahren.
Im gleichen Himmelsareal befindet sich u. a. die Galaxie IC 850.
Das Objekt wurde am 10. Mai 1893 vom französischen Astronomen Stéphane Javelle entdeckt.